# Hans Hobl
Hans Hobl (* 4. Juli 1927 in Wien; † 14. September 2011 ebenda) war ein österreichischer Politiker (SPÖ) und Gemeindebediensteter. Hobl war von 1970 bis 1987 Abgeordneter zum österreichischen Nationalrat.

## Leben
Hobl absolvierte nach der Pflichtschule die Bundesgewerbeschule Wien I in der Höheren Abteilung für Maschinenbau und war zwischen 1947 und 1964 zunächst als Fachbeamter der Verkehrstechnischen Abteilung der Stadt Wien tätig. Danach war er Sachverständiger für die Lenker- und Fahrzeugprüfung, ständig gerichtlich beeideter Sachverständiger für Verkehrssicherheit und freier Motorfachjournalist.
Hobl begann seine politische Karriere zwischen 1964 und 1970 als Bezirksvorsteher in Wien-Ottakring und vertrat die SPÖ zwischen dem 31. März 1970 und dem 15. November 1987 im Nationalrat. Er war zudem Mitglied des Verkehrsausschusses und technischer Referent für Lärmbekämpfung des Österreichischen Städtebundes sowie ab 1978 Vizepräsident von Konsum Österreich.
Hans Hobl 1965 Mitglied der Freimaurerloge Fraternitas und 1977 Gründungsmitglied der Loge Zur Brüderlichen Harmonie.

## Auszeichnungen
- 1978: Großes Silbernes Ehrenzeichen für Verdienste um die Republik Österreich[2]
- 1983: Großes Goldenes Ehrenzeichen für Verdienste um die Republik Österreich[3]
- 1987: Großes Silbernes Ehrenzeichen mit dem Stern für Verdienste um die Republik Österreich[4]
- 1989: Goldenes Ehrenzeichen für Verdienste um das Land Wien (Verleihung: 1. August; Übernahme: 24. Oktober)[5]